# Varposaari (ö i Södra Savolax)
Varposaari är en ö i Finland. Den ligger i sjön Pihlajavesi och i kommunen Nyslott i  landskapet Södra Savolax, i den sydöstra delen av landet, 270 km nordost om huvudstaden Helsingfors. Öns area är 16,4 hektar och dess största längd är 0,7 kilometer i nord-sydlig riktning.